# Zimný štadión Žilina
 (avril 2025).
Si vous disposez d'ouvrages ou d'articles de référence ou si vous connaissez des sites web de qualité traitant du thème abordé ici, merci de compléter l'article en donnant les références utiles à sa vérifiabilité et en les liant à la section « Notes et références ».
Le Zimný štadión Žilina est une patinoire de Žilina en Slovaquie. Elle ouvre en 1961.
Elle accueille principalement le club de hockey sur glace du MsHK Žilina.